# Gekko coi
Espèce
Gekko coi est une espèce de geckos de la famille des Gekkonidae.

## Répartition
Cette espèce est endémique de Sibuyan aux Philippines.

## Description
Gekko coi mesure jusqu'à 108,5 mm, queue non comprise.

## Étymologie
Cette espèce est nommée en l'honneur de Leonardo L. Co (1953-2010).

## Publication originale
- Brown, Siler, Oliveros, Diesmos & Alcala, 2011 : A New Gekko from Sibuyan Island, Central Philippines. Herpetologica, vol. 67, n. 4, p. 460-476.